# Montgomery County (Maryland)
Montgomery County is een county in de Amerikaanse staat Maryland.
De county heeft een landoppervlakte van 1.283 km² en telt 873.341 inwoners (volkstelling 2000). De hoofdplaats is Rockville.

## Bevolkingsontwikkeling

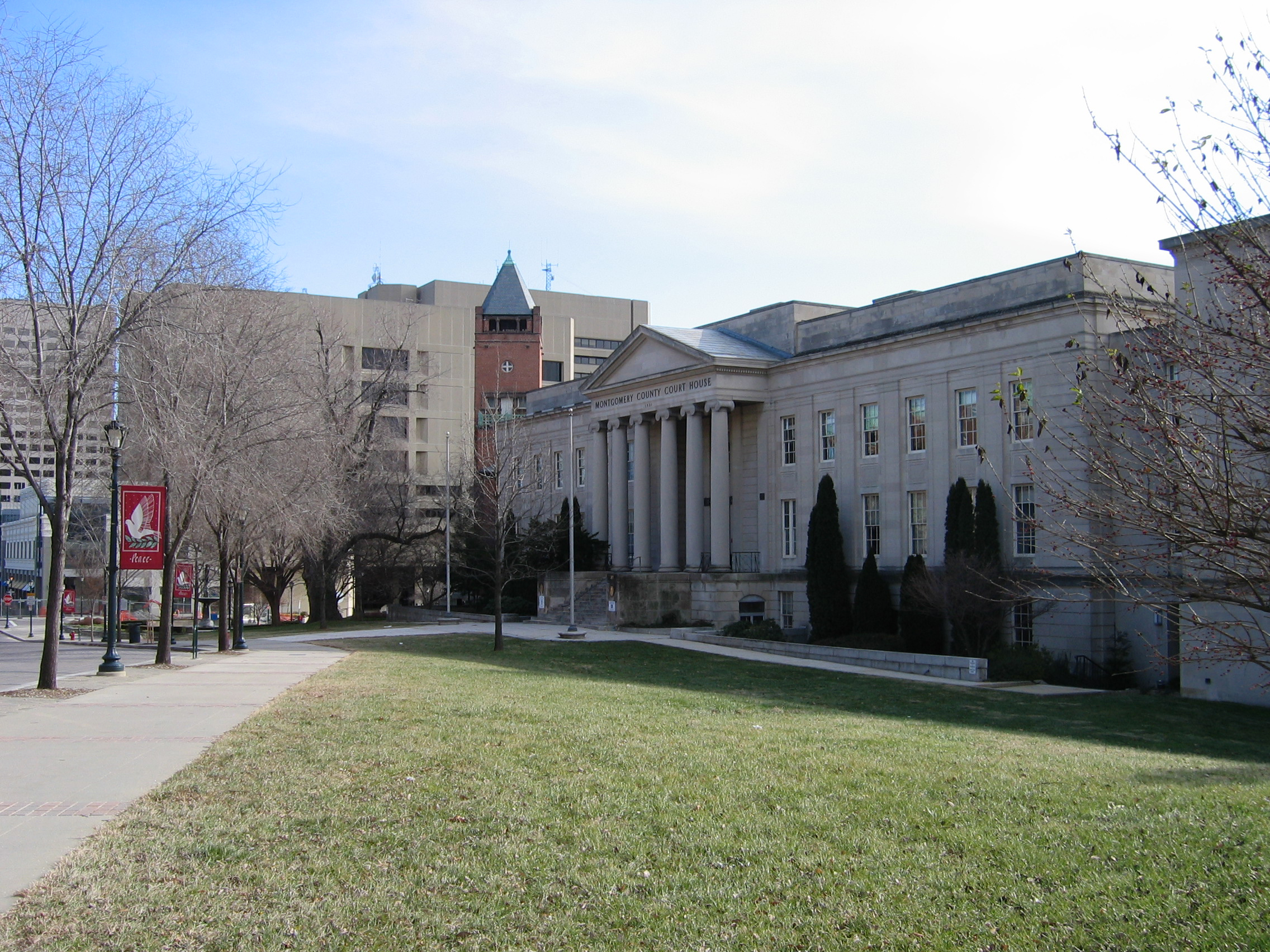
Montgomery County Courthouse